# ديفيد تومسون (قسيس)
ديفيد تومسون (بالإنجليزية: David Thomson)‏ هو قسيس بريطاني، ولد في 2 فبراير 1952 في سندرلاند في المملكة المتحدة.